# 柳沢陽子
栁沢 陽子（やなぎさわ ようこ、1953年9月18日 - ）は、日本の外交官。外務省国際法局法律顧問官、ブリスベン総領事を経て、駐エストニア特命全権大使を務めた。

## 人物・経歴
東京都出身、千葉県育ち。1977年一橋大学法学部卒業、外務省入省。専門は国際法で、外務省国際法局法律顧問官兼ICJ捕鯨問題裁判室長を経て、2013年ブリスベン総領事。2015年から駐エストニア特命全権大使を務めた。
2019年、駐エストニア大使を離任。のち、日墺協会理事。